# Volkhov
Huyện Volkhov (tiếng Nga: ? райо́н) là một huyện hành chính tự quản (raion), của Tỉnh Leningrad, Nga. Huyện có diện tích 126 km², dân số thời điểm ngày 1 tháng 1 năm 2000 là 50400 người. Trung tâm của huyện đóng ở Volkhov.